# Olive Garden

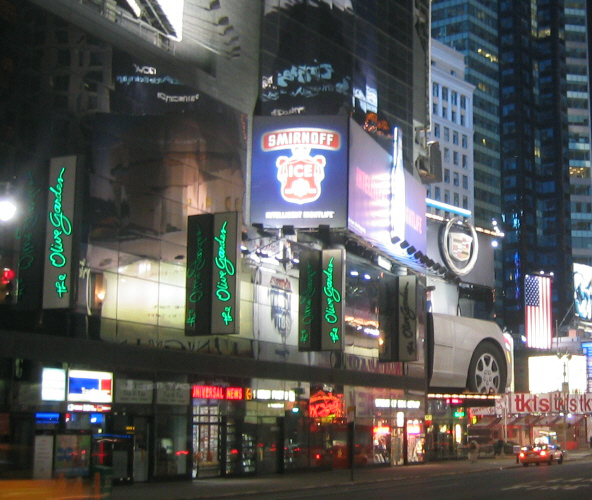
Olive Garden am Times Square

Olive Garden ist eine US-amerikanische Restaurantkette, die amerikanisch-italienische Küche anbietet. Olive Garden ist ein Tochterunternehmen der Darden Restaurants Inc.

## Geschichte
The Olive Garden begann als neue Geschäftsidee von General Mills. Das erste The Olive Garden Restaurant wurde am 13. Dezember 1982 in Orlando eröffnet. Bis 1989 gab es 145 The Olive Garden Restaurants, was es zu den am schnellsten wachsenden Einheiten in der Restaurantabteilung von General Mills machte. Die Olive Garden-Restaurants waren einheitlich beliebt, und die Verkäufe der Kette pro Geschäft entsprachen bald der ehemaligen Schwesterfirma Red Lobster. Das Unternehmen wurde schließlich zur größten Kette von italienischen Full-Service-Restaurants in den Vereinigten Staaten.
General Mills spaltete seine Restaurantbestände 1995 als Darden Restaurants (benannt nach Red Lobster-Gründer Bill Darden), einem eigenständigen Unternehmen, aus. Olive Garden entfernte „The“ 1998 aus seinem Namen als Teil eines Rebrandings, das den Slogan „When you're here, you're family“ einführte. Im Jahr 2009 war Olive Garden Dardens günstigste Restaurantkette.
Brad Blum, ein ehemaliger Präsident von Olive Garden, sagte, dass der Umsatz in bestehenden Restaurants stark zurückging, wobei ein Rückgang von 12 % zu einem Zeitpunkt auftrat, obwohl das Unternehmen schnell neue Restaurants gründete. Sandra Pedicini vom Orlando Sentinel sagte, dass „Darden den Olivengarten in den 1990er Jahren von einer Schleuderkette zu einem Branchenstar neu erfunden hat“.
Im Rahmen einer Darden-Analystenkonferenz im Februar 2011 wurde angekündigt, dass in den folgenden Jahren mehr als 200 Olive Garden-Standorte hinzugefügt werden sollen. Die Ankündigung erfolgte nach einer früheren Ankündigung, dass das Unternehmen aufgrund der Reife des nordamerikanischen Marktes in potenzielle neue internationale Märkte für die Kette, einschließlich des Nahen Ostens und Asiens, expandieren würde. Das Unternehmen kündigte auch an, mit der Lizenzierung von Franchising-Partnerschaften zu beginnen, eine neue Richtung für die Kette und ihre Muttergesellschaft, die sich traditionell ausschließlich auf die Expansion über unternehmenseigene Standorte verlassen hatte.
Im Jahr 2010 erwirtschaftete Olive Garden einen Umsatz von 3,3 Milliarden Dollar. Sein engster Konkurrent, Carrabba's Italian Grill, hatte im selben Jahr einen Umsatz von 650,5 Millionen Dollar erwirtschaftet. Bis 2012 war der Umsatz bei Olive Garden zurückgegangen. Im letzten Quartal 2011 waren die Verkäufe an etablierten Olive Garden-Standorten um 2,5 % zurückgegangen. Der Präsident und Chief Operating Officer von Darden sagte, dass Olive Garden zu diesem Zeitpunkt „eine geliebte, aber eben so erwartete Marke“ sei. Das Unternehmen führte ein Drei-Gänge-Menü für 12,95 $ ein, um zu versuchen, den Rückgang zu stoppen.
Im Jahr 2011 kündigte Darden an, dass es mit der Mitlokalisierung von Olive Garden und der Geschwisterkette Red Lobster beginnen würde. Die neuen Restaurants wurden für kleinere Märkte konzipiert und hatten separate Eingänge und Essbereiche, aber einheitliche Küchen- und Unterstützungsbereiche. Die Menüs blieben getrennt, wobei die Kunden nur von dem Ort aus bestellen konnten, an dem sie sitzen. Im Jahr 2014 kündigte Darden Restaurants die Absicht an, Red Lobster zu verkaufen, zwei Olive Garden- und Red Lobster-Co-Standorte in Georgia und South Carolina zu schließen und die verbleibenden vier Co-Locations in eigenständige Olive Garden-Restaurants umzuwandeln. In selbigem Jahr führte Olive Garden ein obligatorisches Trinkgeldprogramm ein, das es ihnen ermöglichte, den Stundenlohn ihrer Mitarbeiter auf 2,13 Dollar pro Stunde zu senken.
Im Oktober 2012 wurde Olive Garden eine der ersten nationalen Restaurantketten, die die Umwandlung der meisten seiner Mitarbeiter in Teilzeit testete, um die Kosten für die Zahlung von Gesundheitsleistungen für Vollzeitbeschäftigte zu begrenzen.
Am 9. Juli 2014 veröffentlichte Olive Garden ein neues Logo und ein neues Restaurantdesign. Dazu gehörte die Hinzufügung von Online-Bestellungen und kleineren Mittagsportionen.

## Standorte
Im Januar 2018 hatte Olive Garden weltweit 856 Restaurants, welche einen durchschnittlichen Umsatz von 4,8 Millionen US-$ pro Restaurant erwirtschafteten. 2017 gab es Standorte in folgenden Ländern: USA, Puerto Rico, Brasilien, Kanada, El Salvador, Kuwait, Malaysia, Mexiko, Vereinigte Arabische Emirate.

## Kontroversen
Im August 2019 reagierte Darden auf falsche Behauptungen, dass Olive Garden Donald Trumps Präsidentschaftskampagne 2020 finanzierte, und sagte: „Wir wissen nicht, woher diese Informationen kamen, aber sie sind falsch. Unser Unternehmen spendet nicht an Präsidentschaftskandidaten“. Finanzunterlagen bewiesen, dass Olive Garden nicht zur Kampagne beigetragen hatte.